# LVS-93
LVS-93（ロシア語: ЛВС-93）は、かつてロシア連邦に存在した輸送用機器製造メーカーのペテルブルク路面電車機械工場が製造した路面電車車両。大量輸送を目的に設計が行われた3車体連接車である。

## 概要・運用
1993年と1994年に試作された、最大定員450人を目標とした3車体連接車。両運転台車両（LVS-8-1-93）と片運転台車両（LVS-8-2-93）が1両ずつ製造され、前者はヴォルゴグラード・メトロトラムに、後者はサンクトペテルブルク市電に導入された。
外見上の特徴は、従来の連接車（LVS-86、LVS-89）と台車の位置が異なり、連接部に設置されていた台車が中間車体に移動した事である。これにより中間車体の全長が長くなった一方、前後車体の全長は僅かに減少した。また、中間車体の中央部には両開き式の折戸乗降扉が連続して配置された他、座席配置も全席進行方向から1人掛けのボックスシートに変更された。運転室は客室から独立しており、独自の乗務員扉が設けられていた。出力は運転台の数によって異なり、片運転台車両は一部が主電動機が搭載されていない付随台車であった。制御装置は電機子チョッパ制御方式が採用された。
ヴォルゴグラード・メトロトラムの両運転台車両は2009年に解体された一方、サンクトペテルブルク市電の片運転台車両は2008年まで営業運転に使用された後、ペテルブルク電気車両博物館（Ретро-трамвай — петербургская классика）の収蔵品として保管されている。片運転台・両運転台車両共に量産化は行われず、LVS-93は2両のみに終わったものの、この形式で試用された連接構造や電気機器は、その後ペテルブルク路面電車機械工場で量産された路面電車車両（LVS-97、LM-99）の開発に活かされた。

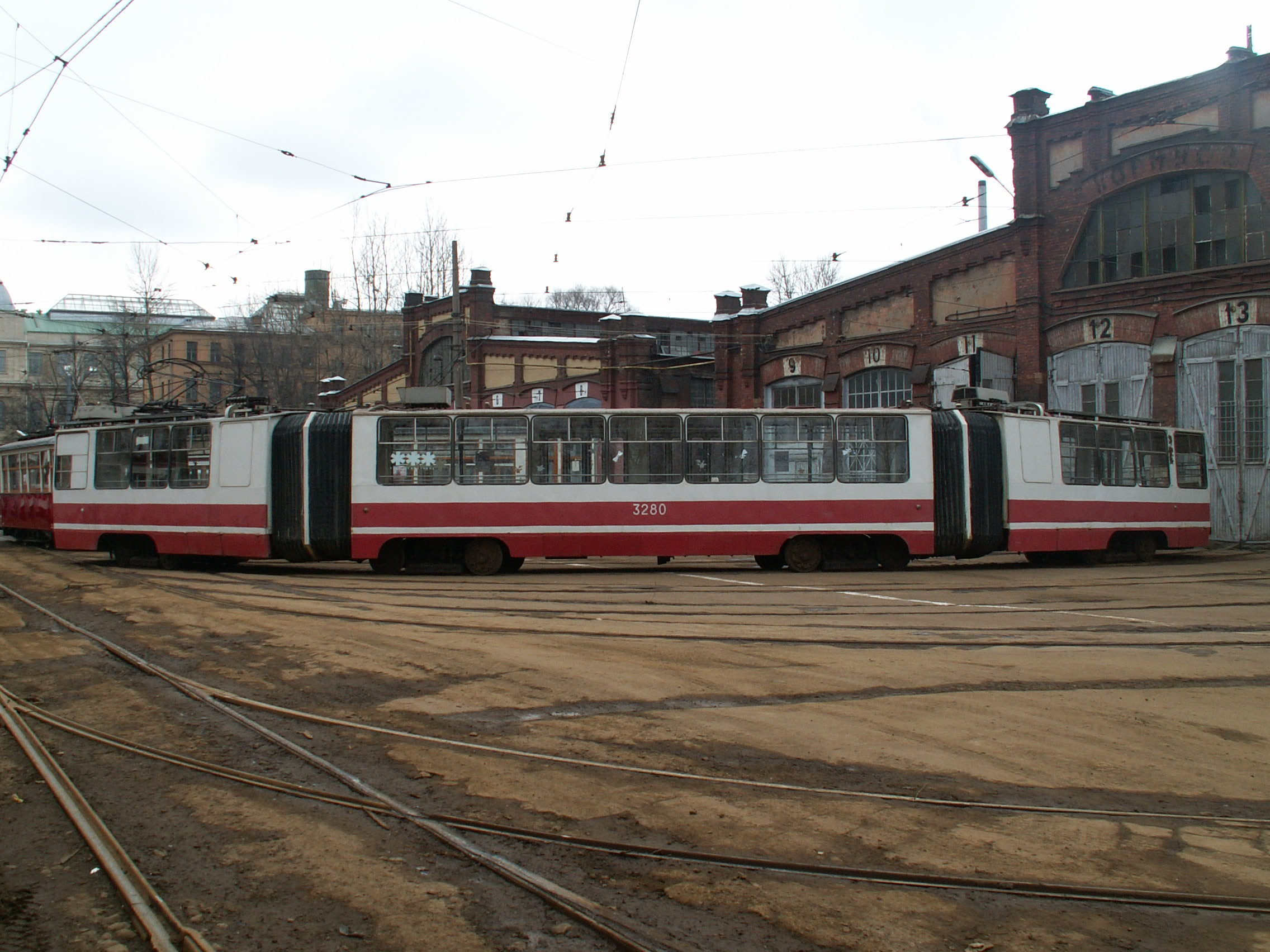
片運転台車両の左側面には乗降扉がない（サンクトペテルブルク）